# 류형열
류형열(1985년 11월 2일 ~ )은 대한민국의 전 축구 선수이며, 포지션은 수비수였다.